# Portrait de Charles Marcotte d'Argenteuil
Le Portrait de Charles Marcotte d'Argenteuil est un tableau de Jean-Auguste-Dominique Ingres peint en 1810 et appartenant à la période des portraits romains de l'artiste. Il représente  Charles Marcotte d'Argenteuil alors directeur des eaux et forêts à Rome sous le 1er Empire. Mis en relation avec le peintre par l'intermédiaire d'Édouard Gatteaux, il se lie d'amitié avec Ingres et devient l'un de ses principaux clients et protecteurs. Marcotte commanda à l'artiste plusieurs portraits des membres de sa famille, ainsi que La Chapelle Sixtine et L'Odalisque à l'esclave. Le tableau appartient aux collection de la National Gallery of Art de Washington.

## Historique
L'œuvre est présentée au Salon de 1814 en compagnie du Portrait de Madame Panckoucke et de celui d'Edme Bochet.
Conservé par le modèle jusqu'à sa mort, le tableau passe ensuite à sa descendance. D'abord à son fils Joseph Marcotte, et ensuite à sa veuve jusqu'en 1922, et leur fille Élisabeth Pougin de la Maisonneuve jusqu'en 1935. Localisé à Londres dans une collection privée, il passe ensuite en possession de la galerie Wildenstein. Il est acheté à la galerie par la fondation Samuel H. Kress en 1949, qui en fait don à la National Gallery of Art en 1952 (inventaire 1952.2.24).